# رد نهنگ

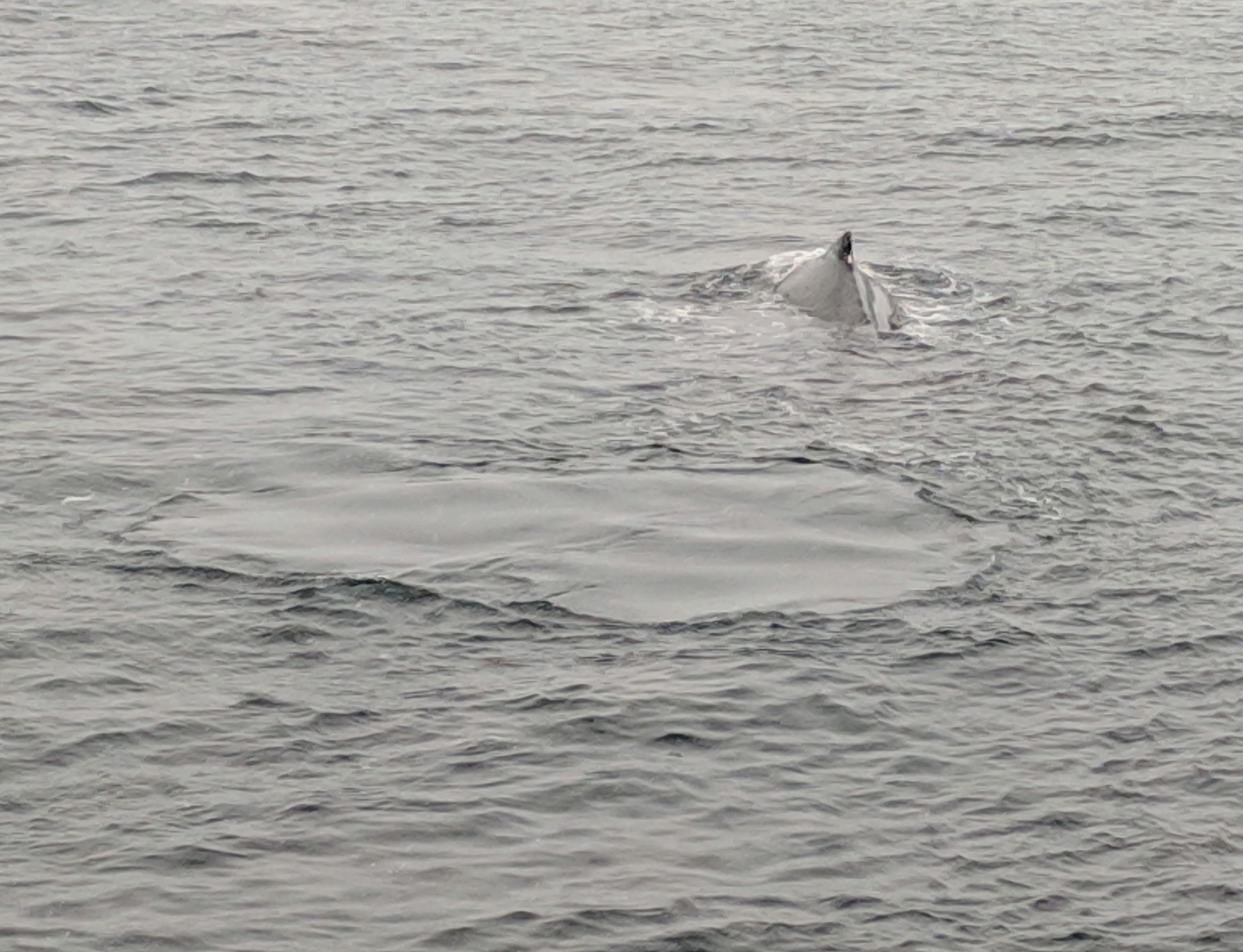
یک نمای آشکار از رد نهنگ که در پشت سر نهنگ عنبر قابل دیدن است.

در زیست‌شناسی دریا، رد نهنگ (به انگلیسی: Flukeprint)، بخشی از آب آرام روی سطح اقیانوس است که در اثر عبور یک نهنگ ایجاد می‌شود. رد نهنگ‌ها ممکن است با واژه‌ای که برای آنها در زبان اینوپیاک نام‌گذاری شده‌است، با qala نامیده شود.